# Lopinavir
El lopinavir es un antirretroviral de la familia de los inhibidores de la proteasa. Se utiliza como subterapéutico junto con el ritonavir y la lamivudina en la terapia antirretroviral altamente supresiva para los pacientes infectados por VIH-1 y VIH-2. El medicamento fue aprobado por la FDA el 15 de septiembre de 2000.

## Historia y Mecanismo de Acción
Este medicamento fue desarrollado por la empresa farmacéutica Abbott para la terapia en pacientes con VIH/SIDA, que han desarrollado resistencia a otros tipos de antirretrovirales anteriormente administrados. La eficacia por separado del lopinavir es muy baja, dado que es metabolizada por el citocromo P450 3A4, más conocido como CYP3A y sus niveles séricos y efectos terapéuticos se ven disminuidos. Pero, su combinación con el ritonavir, que funciona como inhibidor del citocromo, aumenta los niveles séricos del medicamento en el organismo y por tanto, su eficacia es mayor.

## Vía de Administración y Efectos Adversos
Su administración es por vía oral y se comercializa en varias presentaciones (cápsulas de gelatina blanda, solución y tabletas). Entre los efectos adversos que se conoce puede producir se encuentran dolor abdominal, diarrea, náuseas, vómito, hiperlipidemia e hipertrigliceridemia.

## Acceso
A causa de los altos precios y de la diseminación de las infecciones de VIH, el gobierno de Tailandia emitió, el 29 de enero de 2007, una licencia obligatoria para producir y/o importar versiones genéricas de lopinavir y ritonavir. En respuesta, los laboratorios Abbott, detentores de la patente del producto, retiraron el registro de lopinavir y otras siete de sus nuevas drogas de Tailandia, citando la falta de respeto del gobierno de Tailandia por las patentes. El proceder de Abbott fue denunciado por numerosas ONGs en el mundo, incluyendo una campaña en red iniciada por el grupo Act Up-Paris y un llamado público a la realización de un boicot a todas las medicinas de Abbott por parte de la ONG francesa AIDES.